# Gerygone tenebrosa
Gerygone tenebrosa es una especie de ave Passeriformes del género Gerygone, que pertenece a la Superfamilia Meliphagoidea (familia de los Pardalotidae, perteneciente a la subfamilia Acanthizidae).

## Subespecies
- Gerygone tenebrosa christophori
- Gerygone tenebrosa tenebrosa
- Gerygone tenebrosa whitlocki

## Localización
Es una especie de ave endémica, que se encuentra en Australia.